# ژاله‌پوشان گردبرگ

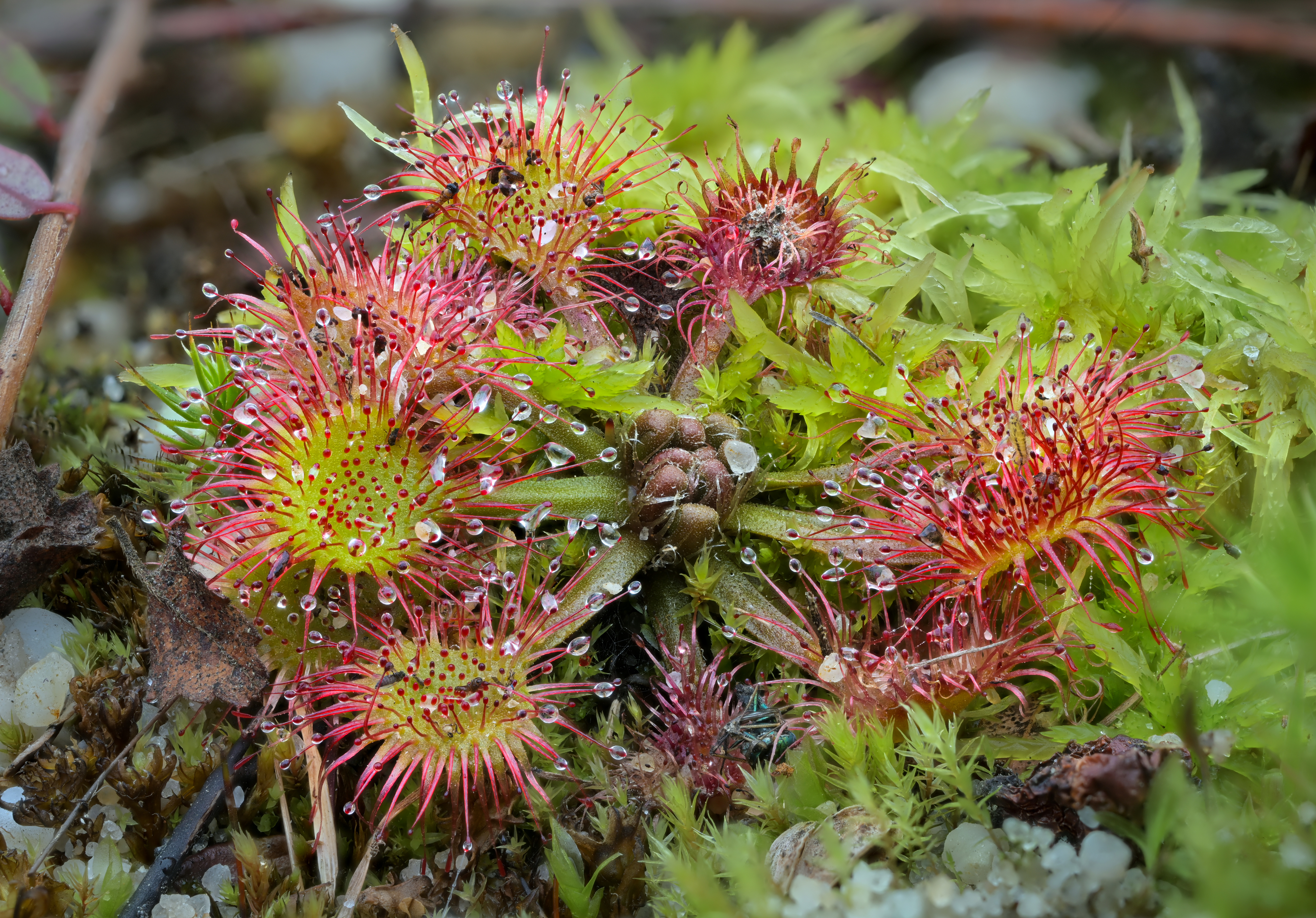

ژاله‌پوشان گردبرگ (انگلیسی: Drosera rotundifolia) نوعی گیاه گوشت‌خوار خاص است که حشرات را می‌خورد و از سرده ژاله‌پوش هستند. در مناطق مرطوب مانند باتلاق‌ها، مرداب‌ها و حصارها رشد می‌کند. این گیاه در بسیاری از نقاط جهان از جمله اروپا، آسیا و آمریکای شمالی یافت می‌شود. حتی در برخی از مناطق ایالات متحده و گینه نو نیز یافت می‌شود.
برگ‌های این گیاه با هم به صورت دایره ای رشد می‌کنند. برگ‌ها به ساقه‌هایی که کرکدار و نازک هستند چسبیده‌اند. برگ‌ها دایره ای شکل هستند و با کرک‌های نرم و قرمز پوشیده شده‌اند که مایعی چسبناک می‌سازند.
یک گیاه معمولی حدود ۳ تا ۵ سانتیمتر (۱٫۲ تا ۲٫۰ اینچ) عرض دارد و دارای ساقه گل است که از مرکز برگ‌ها رشد می‌کند. گل‌ها سفید یا صورتی و دارای پنج گلبرگ هستند. دانه‌ها کوچک و قهوه ای روشن هستند. در فصل زمستان، این گیاه با برگ‌های گرد، دسته خاصی از برگ‌ها را می‌سازد که به آن کمک می‌کند در هوای سرد زنده بماند. این بسته Hibernaculum نامیده می‌شود.